# Association Sportive Tanda
O Association Sportive Tanda é um clube de futebol com sede em Tanda, Costa do Marfim. A equipe compete no Campeonato Marfinense de Futebol.

## História
O clube foi fundado em 1960.

## Títulos
| NACIONAIS       | NACIONAIS             | NACIONAIS | NACIONAIS         |
|                 | Competição            | Títulos   | Temporadas        |
| --------------- | --------------------- | --------- | ----------------- |
| Costa do Marfim | Ligue 1 Côte d'Ivoire | 2         | 2014-15, 2015-16. |
| Costa do Marfim | Copa Houphouët-Boigny | 1         | 2016.             |